# Klaus Schwab
Klaus Martin Schwab (ur. 30 marca 1938 w  Ravensburgu) – niemiecki inżynier i ekonomista. W 1971 roku założył Światowe Forum Ekonomiczne, w którym pełni funkcję prezesa zarządu.

## Życie prywatne
Schwab urodził się w Ravensburgu. Rodzina Schwaba była obserwowana przez Gestapo, które w 1944 roku przesłuchiwało również jego matkę (pochodzącą z Zurychu) za publiczne używanie szwajcarskiego akcentu. Rodzina następnie repatriowała się do Szwajcarii.
Jest żonaty od 1971 roku z Hilde Schwab, swoją byłą asystentką. Mieszkają w Cologny w Szwajcarii, gdzie siedzibę ma też założone przez Schwaba Światowe Forum Ekonomiczne. Schwabowie mają dwoje dorosłych dzieci, Nicole i Oliviera. Nicole Schwab (ur. 1975–1976) była współzałożycielką Projektu Równości Płci.

## Edukacja
Schwab uczęszczał do pierwszej i drugiej klasy szkoły podstawowej w okręgu Wädenswil w Au ZH w Szwajcarii. Po II wojnie światowej rodzina przeniosła się z powrotem do Niemiec, gdzie Schwab uczęszczał do Spohn-Gymnasium w Ravensburgu aż do matury w 1957 roku.
W 1962 roku uzyskał dyplom inżyniera na Politechnice Federalnej w Zurychu (ETH), a rok później licencjat z ekonomii na Uniwersytecie we Fryburgu. Uzyskał dwa doktoraty: stopień doktora nauk technicznych przyznany w 1966 r. przez ETH za pracę pt. Der längerfristige Exportkredit als betriebswirtschaftliches Problem des Maschinenbaues oraz stopień doktora ekonomii (1967) nadany przez Uniwersytet we Fryburgu. Ponadto w 1967 r. uzyskał tytuł magistra administracji publicznej (MPA) w John F. Kennedy School of Government na Uniwersytecie Harvarda.

## Kariera
Schwab był profesorem polityki biznesowej na Uniwersytecie Genewskim w latach 1972–2003 i od tego czasu jest tam profesorem honorowym. Od 1979 roku publikuje Global Competitiveness Report, coroczny raport oceniający potencjał wzrostu produktywności i wzrostu gospodarczego krajów na całym świecie, pisany przez zespół ekonomistów. Raport opiera się na metodologii opracowanej przez firmę Schwab, mierzącej konkurencyjność nie tylko pod względem produktywności, ale także w oparciu o kryteria zrównoważonego rozwoju.
We wcześniejszych latach swojej kariery zasiadał we władzach wielu firm, takich jak Swatch, Daily Mail i Vontobel Holding. Jest byłym członkiem komitetu sterującego Grupy Bilderberg.

### Światowe Forum Ekonomiczne

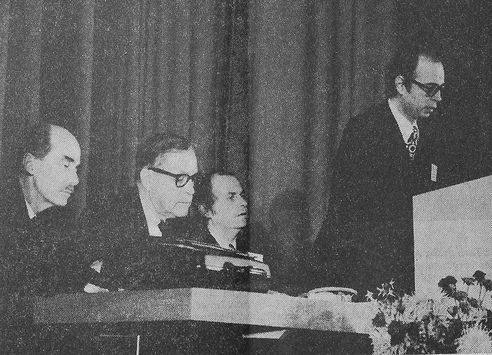
Schwab (pierwszy z prawej) podczas otwarcia inauguracyjnego Europejskiego Forum Zarządzania w Davos w 1971 roku

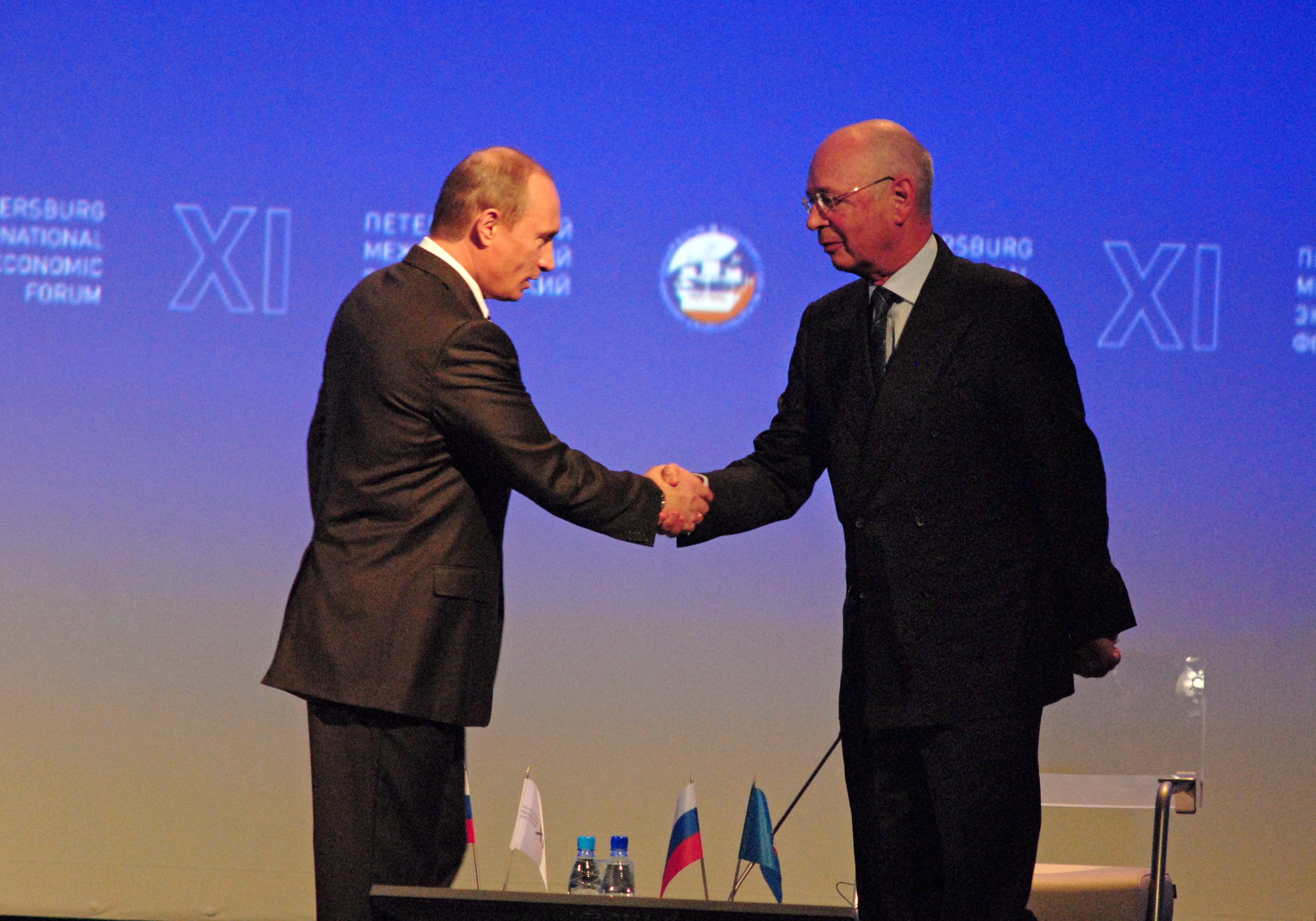
Prezydent Rosji Władimir Putin i Schwab na Międzynarodowym Forum Ekonomicznym w Petersburgu

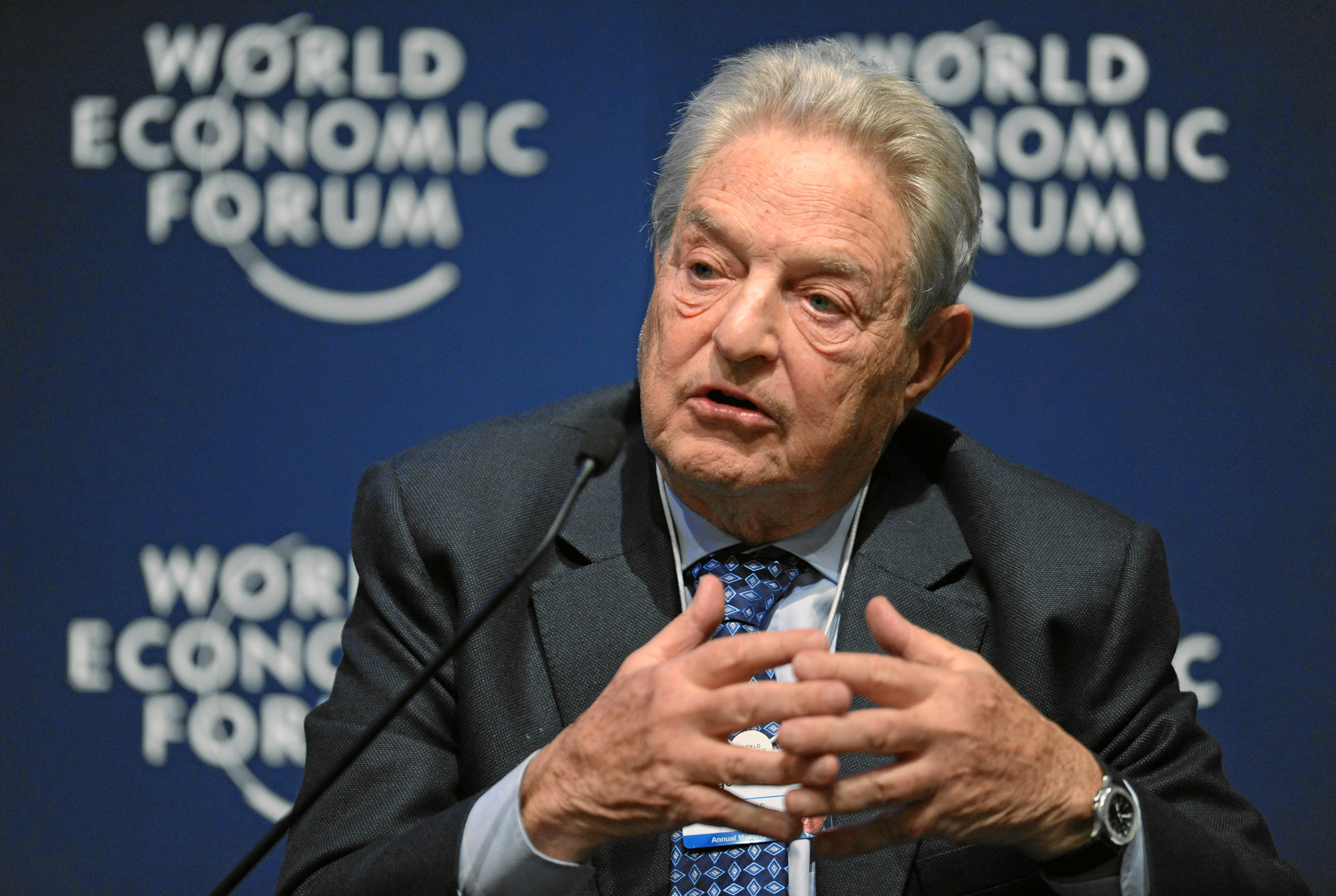
George Soros podczas sesji w Davos poświęconej przeprojektowaniu międzynarodowego systemu monetarnego

W 1971 Schwab założył European Management Forum, które w 1987 roku zostało przemianowane na Światowe Forum Ekonomiczne (World Economic Forum, WEF). W tym samym roku ukazała się też jego książka Moderne Unternehmensführung im Maschinenbau, w której przekonywał, że aby osiągnąć długoterminowy rozwój i powodzenie, zarządzanie nowoczesnym przedsiębiorstwem musi służyć zarówno udziałowcom, jak i interesariuszom korporacyjnym. Schwab jest orędownikiem koncepcji multistakeholder od momentu powstania WEF. W 2015 roku WEF został formalnie uznany przez rząd szwajcarski jako „organ międzynarodowy”.
Schwab mianował José Maríę Figueresa na stanowisko dyrektora generalnego WEF, z zamiarem, aby Figueres został jego następcą. Jednak w październiku 2004 roku Figueres zrezygnował z powodu niezgłoszonego otrzymania od francuskiej firmy telekomunikacyjnej Alcatel ponad 900 tys. USD opłat za usługi konsultingowe. W 2006 roku Transparency International zwrócił uwagę na ten incydent w swoim Globalnym Raporcie o Korupcji.

## Krytyka

### Poziom wynagrodzeń i brak przejrzystości finansowej
Podczas gdy Schwab oświadczył, że nadmiernie wysokie wynagrodzenia kadry kierowniczej „nie są już społecznie akceptowane”, jego roczna pensja w wysokości około miliona franków szwajcarskich była wielokrotnie kwestionowana przez media. Szwajcarska korporacja radiowo-telewizyjna SRF wspomniała o tym poziomie wynagrodzeń w kontekście bieżących składek publicznych na WEF oraz faktu, że Forum nie płaci podatków federalnych. Ponadto były dziennikarz Frankfurter Allgemeine Zeitung, Jürgen Dunsch, skrytykował, że sprawozdania finansowe WEF nie są zbyt przejrzyste, ponieważ ani przychody, ani wydatki nie zostały rozbite na szczegółowe pozycje. Schwab wzbudził również gniew za mieszanie finansów WEF jako organizacji non-profit i innych przedsięwzięć biznesowych nastawionych na zysk. Na przykład WEF przyznał USWeb kontrakt o wartości wielu milionów dolarów w 1998 roku. Jednak wkrótce po zakończeniu transakcji Schwab zasiadł we władzach tej samej firmy, zdobywając cenne opcje na akcje.

### Przejęcie demokratycznych struktur i instytucji
Schwab jako wydawca raportu Światowego Forum Ekonomicznego 2010 „Global Redesign” postuluje, że zglobalizowanym światem najlepiej zarządza wybrana przez siebie koalicja międzynarodowych korporacji, rządów (w tym poprzez system ONZ) i wybranych organizacji społeczeństwa obywatelskiego (CSO). Twierdzi, że rządy nie są już „w przeważającej mierze dominującymi aktorami na światowej scenie” i że „nadszedł czas na nowy paradygmat międzynarodowych interesariuszy”. Wizja WEF obejmuje „publiczno-prywatną” ONZ, w której niektóre wyspecjalizowane agencje działałyby w ramach wspólnych państwowych i niepaństwowych systemów zarządzania.
Według Transnational Institute (TNI) forum planuje zatem zastąpić uznany model demokratyczny modelem, w którym wybierana przez siebie grupa „interesariuszy” podejmuje decyzje w imieniu ludzi. Think tank podsumowuje, że coraz częściej wkraczamy w świat, w którym zgromadzenia takie jak Davos są „cichym globalnym zamachem stanu”, aby przejąć władzę.

### Kontrowersje związane z miastem Davos
W czerwcu 2021 roku Schwab ostro skrytykował „spekulację”, „zadowolenie” i „brak zaangażowania” miasta Davos w związku z dorocznym spotkaniem WEF. Wspomniał, że przygotowanie spotkania związanego z COVID w Singapurze w latach 2021/2022 stworzyło alternatywę dla jego szwajcarskiego gospodarza i widzi szansę, że coroczne spotkanie pozostanie w Davos na poziomie 40–70 proc.

## Nagrody i wyróżnienia
Schwab został odznaczony m.in. kazachskim Orderem „Przyjaźń” (2001) francuską Legią Honorową (odznaczenie rycerskie), Krzyżem Wielkim z Gwiazdą Niemieckiego Orderu Zasługi, Wielkim Kordonem Japońskim Orderu Wschodzącego Słońca oraz Krzyżem Komandorskim z Gwiazdą Orderu zasługi Rzeczypospolitej Polskiej. Został również odznaczony nagrodą Dana Davida i został mianowany przez królową Elżbietę II jako Kawaler Komandor Orderu św. Michała i św. Jerzego.
Schwab jest laureatem siedemnastu doktoratów honoris causa, w tym London School of Economics, Narodowego Uniwersytetu Singapuru oraz Korea Advanced Institute of Science and Technology (KAIST).